# كريم أبو كحلة
كريم أبو كحلة (مواليد 11 نوفمبر 1996) المطريه دقهليه  من المطرية دقهلية هو رباع مصري. حصل على الميدالية الذهبية في وزن 89 كجم في دورة الألعاب الأفريقية 2019  وعلى ميداليتين فضيتين في بطولة ألعاب البحر الأبيض المتوسط 2022.

## وصلات خارجية
- كريم أبو كحلة على موقع الاتحاد الدولي (الإنجليزية)
- كريم أبو كحلة على موقع اللجنة الأولمبية الدولية (الإنجليزية)

•https://www.instagram.com/karim_abokahla?igsh=MW8wdm13OW40OGYzaw==